# Paraphylax ferruginosus
Paraphylax ferruginosus là một loài tò vò trong họ Ichneumonidae.